# 1/8かのじょ
『1/8かのじょ』（はちぶんのいちかのじょ）は、三色網戸。による日本の漫画作品。アスキー・メディアワークス刊のアダルトゲーム雑誌『DENGEKI HIME』別冊付録『HIMEコミ』にVol.2（2010年11月号）からVol.8（2011年11月号）まで連載された（Vol.3、7は休載）。全5話。
掲載誌は18歳未満販売禁止であり、性的な表現を多数含む内容であるが単行本については対象年齢制限は課されていない。

## あらすじ
両親が海外に赴任して一人暮らしをしている伊坂明日葉は隣家に住む幼馴染みの沢森瑞樹と家族ぐるみで付き合っていた。そんなある日、明日葉は瑞樹の母に頼まれて着せ替え人形やフィギュア収集に興じている瑞樹を説教するが不意に気を失い、目が覚めるとスチールラックに飾られている人形やフィギュアと同じぐらいの1/8に体が縮小してしまっていた。
そして、全裸で縮小してしまった所を瑞樹に見つかってしまった明日葉は「元の大きさに戻る方法を探すため」と称して、あの手この手で恥ずかしい目に遭わされてしまう。

## 登場人物
伊坂 明日葉（いさか あすは）
主人公。隣の家に住んでいる幼馴染みの瑞樹と家族ぐるみの付き合いがあり、瑞樹のお姉さん替わりを自負していたが中学を卒業してから瑞樹が自分のことを避けるようになったことを気にしていた。そんなある日、海外に赴任している両親から送られてきた「何でも願い事を叶えてくれる」という怪しげな人形に「瑞樹とずっと一緒にいられますように」と祈ったことが原因で1/8に体が縮小してしまい、瑞樹に発育の良い身体の隅々をじっくり観察されたり電動歯ブラシで性感を刺激されたり風呂場で大量の精液をかけられたりしてしまう。やや妄想癖が強く、興奮すると愛読誌である少コ◯の漫画のように瑞樹が肉体関係を強引に求めてくる展開を妄想してしまうことがある。
沢森 瑞樹（さわもり みずき）
明日葉の隣家に住んでいる幼馴染みの少年。着せ替え人形やフィギュアの収集が趣味で母親に将来を心配されている。中学生の頃から急に胸が大きくなった明日葉の発育に戸惑った末に明日葉のことを避けるようになり、普段は「貧乳好き」を自称しているが縮小してしまった明日葉を放っておくことも出来ず、明日葉を外へ連れ出す時は「この人形は巨乳だけど特別。俺の嫁」と釈明している。性的なことに関する知識はエロゲーを基にした偏ったものしか持っておらず、縮小した明日葉を最初に発見した時は普通の人形ではまず作り込まれない女性器をじっくり観察した後に舐め回したりマウスのケーブルで緊縛するなどのハードなプレイを次々に実践した。
片倉（かたくら）
瑞樹の後輩で、中学時代は共にアニメ研究会に所属していた女子生徒。手芸が得意で、瑞樹に頼まれて縮小してしまった明日葉のサイズに合う服を作ったが瑞樹に負けず劣らずのおたく趣味で、最初に作った衣装はアニメ『魔法少女マーシャリー』のきわどい衣装（キャストオフ可能）であった。瑞樹に片思いしているが、明日葉が小さくなった原因が人形に願い事をしたことが原因と知って明日葉の告白を促す為に「瑞樹に告白する」と明日葉に対して宣言する。

## 書誌情報
- 三色網戸。、『1/8かのじょ』 アスキー・メディアワークス〈電撃ジャパンコミックス〉、2011年11月15日初版発行・発売、ISBN 978-4-04-886059-8